# Süderau
Süderau est une commune allemande du Schleswig-Holstein, située dans l'arrondissement de Steinburg (Kreis Steinburg), à sept kilomètres au nord-est de la ville de Glückstadt. Süderau est l'une des dix communes de l'Amt Krempermarsch dont le siège est à Krempe.

## Personnalités liées à la ville
- Hans Olde (1855-1917), peintre né à Süderau